# Opilio lindosiellus
Opilio lindosiellus is een hooiwagen uit de familie echte hooiwagens (Phalangiidae).